# Herbert Binkert
Herbert Binkert (ur. 3 września 1923 w Karlsruhe, zm. 4 stycznia 2020) – niemiecki piłkarz, grający na pozycji napastnika, grający w reprezentacji Saary, trener.

## Kariera piłkarska
Herbert Binkert karierę piłkarską rozpoczął w 1942 roku w 1. FC Saarbrücken, z którym w 1943 roku zdobył wicemistrzostwo Niemiec. Następnie reprezentował barwy: KSG Saarbrücken (1944–1945), Phönix Karlsruhe (1945–1946), VfB Stuttgart (1946–1948) i w 1948 roku wrócił do 1. FC Saarbrücken, z którym w 1952 roku powtórzył sukces z 1943 roku i po raz drugi i jego barwach został wicemistrzem Niemiec. Karierę piłkarską zakończył w 1960 roku.

## Kariera reprezentacyjna
Herbert Binkert w latach 1950–1956 w reprezentacji Saary rozegrał 12 meczów i strzelił 6 goli. Wystąpił i strzelił w wygranym 3:2 meczu z reprezentacją Norwegii rozgrywanym dnia 24 czerwca 1953 roku na Bislett Stadion w Oslo w ramach eliminacji do mistrzostw świata 1954.

## Kariera trenerska
Herbert Binkert po zakończeniu kariery piłkarskiej rozpoczął karierę trenerską. Prowadził zespoły: Röchling Völklingen (1960–1965), FC Homburg (1965–1970), VfB Theley (1970–1973), 1. FC Saarbrücken (1973–1975), Röchling Völklingen (1975–1977) i Borussia Neunkirchen (1977–1979).

## Osiągnięcia

### FC Saarbrücken
- Wicemistrz Niemiec: 1943, 1952